# Municipio de Trancoso
El municipio de Trancoso es uno de los 58 municipios del estado mexicano de Zacatecas. Su cabecera es la localidad de Trancoso. Fue creado, por decreto de fecha de 17 de noviembre de 1999 que adicionó la Constitución Política del Estado Libre y Soberano de Zacatecas, mismo que entró en vigencia el 1 de enero del año 2000. Tiene una extensión de 215 km² y su cabecera municipal es la localidad del mismo nombre. Limita con los municipios de Guadalupe al este, norte y oeste; con Ojocaliente al sur, y al sureste con General Pánfilo Natera. La cabecera municipal se encuentra a 14 kilómetros de la capital del estado.

## Historia

### Época prehispánica
Al ingresar los españoles, el grupo indígena que habitaba el territorio eran los guachichiles. No obstante, la región estuvo habitada, por lo menos, desde el horizonte clásico, uno de cuyos grupos dejó un vestigio: Loma de Alberto.
Ubicado al suroeste de la comunidad de Los Charcos, Loma de Alberto posee cimientos de una estructura cuadrangular, construida con toba riolítica. Sus dimensiones son: 7 m de largo, 5.5 m de ancho y 20 cm de alto. Además, se registra la presencia de cerámica. 

### Época colonial
La hacienda de Trancoso, inicialmente denominada San Juan y posteriormente San Juan de Trancoso, fue fundada a finales del siglo XVI, desprendiéndose de la hacienda de Monte Grande.
Perteneció a Vicente Zaldívar Mendoza, propietario también de la hacienda de San Pedro Piedra Gorda.
En 1644 María de Oñate y Cortés, su viuda, las arrendó a Juan Moreno y en 1656 a Alonso de Pardo, alcalde mayor de Aguascalientes.
En 1674 pasó a ser propiedad de José de Monreal, propietario también de las de Bañuelos y la de San Pedro Piedra Gorda. Melchor Martínez fungió como su asesor. Este último contrajo nupcias con Juana de Arratia. Una de sus hijas, Francisca, contrajo matrimonio con Domingo Francisco de Calera, quien, en 1694, ya era dueño de la hacienda de San Juan de Trancoso y de  Monte Grande.
Juana Josefa, hija de Domingo Francisco de Calera, se casó en 1742 con José Beltrán Barnuevo, propietario también de las de San Pedro Piedra Gorda, Cerro Santiago y Monte Grande. La hacienda de Trancoso estaba compuesta de una casa, una iglesia y un molino.
En 1751 las pertenencias de la hacienda eran: Los Guerreros, Tlacotes, La Venta, Palmillas, San Isidro, La Piedad —Tacoaleche—, Zóquite, Laguna de Ana García, Cerro Gordo y María Prieta.
A mediados del siglo XVIII Jacinto María Beltrán Barnuevo asumió la propiedad de las haciendas de San Juan de Trancoso y de San Pedro Piedra Gorda.
Posteriormente, tanto la hacienda de San Pedro Piedra Gorda como la de Trancoso pasaron en 1780 a Luis de Beltrán y Beltrán, hijo de Jacinto María Beltrán Barnuevo.

### Época Independiente
El 17 de octubre de 1826 el coronel José María Elías Beltrán puso a remate las haciendas de San Pedro y San Juan de Trancoso. Antonio García Salinas, administrador de la hacienda de Agostadero, actual Villa García,  las compró por 146,520 pesos.
Antonio García Salinas y su esposa, Loreto Elías de García tuvieron los siguientes hijos: Jesús García Elías (1818-1888), José María García Elías (1823-1899) y Joaquín García Elías (1825-1879).
La hacienda pasó a propiedad de José María Elías. Entonces tenía una superficie de  83,559 hectáreas, 30 áreas y 79 centiáreas, en terreno de labor y agostadero. Y colindaba al este con la hacienda de El Carro y la de San Diego; al oeste con la hacienda de Bernárdez y los ranchos de Lo de Vega, Bañuelos, San Jerónimo y la hacienda de Candelaria; al norte con las haciendas de Sauceda y Tacoaleche, y al sur con la hacienda de Palmira y la de El Refugio. Dentro de la hacienda se encontraban los ranchos de Petacas, La Mala Obra, Cieneguilla, El Pedernalillo, Los Guerreros, Santa Mónica, Zóquite y Jarillas, además de la fábrica La Zacatecana.
Según la Estadística General del Partido de Guadalupe, elaborada el 28 de enero de 1843 por Luis Antonio Merino, subprefecto del partido de Guadalupe, Trancoso pertenecía al segundo de los siete cuarteles en que se dividía la municipalidad de Guadalupe, junto a El Refugio, Palmilla, Tlacotes, Presa de Tlacotes, Laguna, Pedernalillo y Zóquite. Además, en la Estadística General del Partido de Poblaciones de 1846 Matías Camacho y Rayón informa que en Trancoso con 388 familias.
El 22 de octubre de 1889 se inauguró el ferrocarril de la Empresa Nacional de Zacatecas a Ojocaliente. Partió a las 9:00 de la estación de La Florida y arribó a las 11:20. Hubo varios invitados, incluyendo a Mr. Kyle jefe de la empresa. Se tocó el Himno Nacional. De regreso, a las 17:40 pasó por la hacienda de Trancoso, donde una multitud lanzó efusivas proclamas. 

### Época Revolucionaria y Posrevolucionaria
Después de la Revolución Mexicana, empezaron las afectaciones agrarias en la hacienda. En 1921 se fraccionó a favor de vecinos de Guadalupe y  Ojocaliente. Y, posteriormente, se formaron más de 20 ejidos en su territorio.

El 1 de enero del año 2000, entra en vigencia la reforma a la Constitución Política del Estado de Zacatecas, mediante la cual se erige a Trancoso como el municipio número 57 de la entidad.

## Atractivos turísticos

### Campo Real
La UNESCO catalogó al Camino Real de Tierra Adentro o Camino de Santa Fe como Patrimonio Cultural de la Humanidad. Iniciando esta vinícola actividades en 2010 elaborando vinos tintos y rosados. Son 50 hectáreas con una edad aproximada de 8 años produciendo la mejor variedad de uvas como merlot, cabernet sauvignon, syrah, pinot noir, tempranillo, entre otros.
Dentro de las instalaciones se cuenta con un hotel-boutique spa. El Museo de la Barrica con sus amplios espacios para la organización de eventos sociales y empresariales enmarcados por los viñedos, creando un complejo único y exclusivo en el estado. Actualmente los vinos han sido galardonados con 5 medallas a nivel mundial.

## Presidentes Municipales
| Nombre                               | Período   | Partido |
| ------------------------------------ | --------- | ------- |
| Ricardo de la Rosa Trejo             | 2001-2004 |         |
| Jorge Almanza Reyes                  | 2004-2007 |         |
| Daniel Hernández Juárez              | 2007-2010 |         |
| Hugo de la Torre García              | 2010-2013 |         |
| Ricardo de la Rosa Trejo             | 2013-2016 |         |
| Gloria Estela Rosales Díaz           | 2016-2018 |         |
| César Ortiz Canizales                | 2018-2021 |         |
| José Manuel Torres Torres (Interino) | 2021      |         |
| Antonio Rocha Romo                   | 2021-2024 |         |